# Белло, Бабатунде
Бабатунде́ Исиа́ка Бе́лло (англ. Bello Babatounde, фр. Bello Babatounde) — бенинский и нигерийский футболист, полузащитник. Сыграл 13 матчей (по другим данным, 14) за сборную Бенина.

## Клубная карьера
В футбол Белло начал играть в академии нигерийского клуба «Робо» из штата Лагос. В 2005 году, когда ему было 15 лет, он переехал в Бенин и подписал контракт с местным клубом «Солей» (Котону). В «Жилину» игрок перешёл в июле 2006 года. Дебют в новой команде состоялся 9 сентября в домашнем матче против «Слована», в котором «Жилина» победила 3:0. После 3-х сезонов, отыгранных за резерв «Жилины», Белло перешёл в пражскую «Дуклу» на условиях аренды. В Лиге чемпионов 2010/11, когда «Жилина» прошла в групповой этап, Белло сыграл 4 матча в группе. Он забил гол в ворота «Челси» на Стэмфорд Бридж, однако хозяева всё равно одержали победу со счётом 2:1.

## Карьера в сборной
Дебют игрока в национальной сборной Бенина состоялся 7 августа 2005 года в матче против Судана. Белло вышел на замену на 74-й минуте встречи.

## Достижения
Жилина
- Чемпион Словакии (2): 2006/07, 2009/10
- Обладатель Суперкубка Словакии (2): 2007, 2010